# Ducati 916
La 916 est une moto sportive construite par Ducati de la famille Desmoquattro.
Apparue en 1994, la 916 est la remplaçante de la 888. Esthétiquement, elle tranche singulièrement avec sa devancière, le look à la fois plus harmonieux et plus agressif étant l'œuvre de Massimo Tamburini et Sergio Robbiano. On remarque le monobras arrière, mis au point avec le service compétition de Cagiva, le CRC, et les deux échappements sous la selle.
Le moteur est un bicylindre en V ouvert à 90° de 916 cm3, à quatre temps, à commande de distribution desmodromique. Il utilise des culasses à quatre soupapes (d'où le nom de « Desmoquattro »). Il est également alimenté par une injection électronique. L'embrayage est à sec. Le tout est inséré dans un cadre treillis tubulaire. Le freinage est confié à Brembo avec un double disque avant de 320 mm et un disque arrière de 220 mm de diamètre.
Pensée aussi bien pour la route que pour la piste, la 916 utilise une colonne de direction réglable en inclinaison.
Elle était disponible en version monoposto ou biposto à partir de 1995.
Sa production s'arrête en 1998. Ducati ayant été revendu au fonds de pension américain Texas Pacific Group, sa remplaçante au sein de la marque n'est pas prête. L'usine fait donc doucement évoluer la 916 en 996.

## 916 Strada

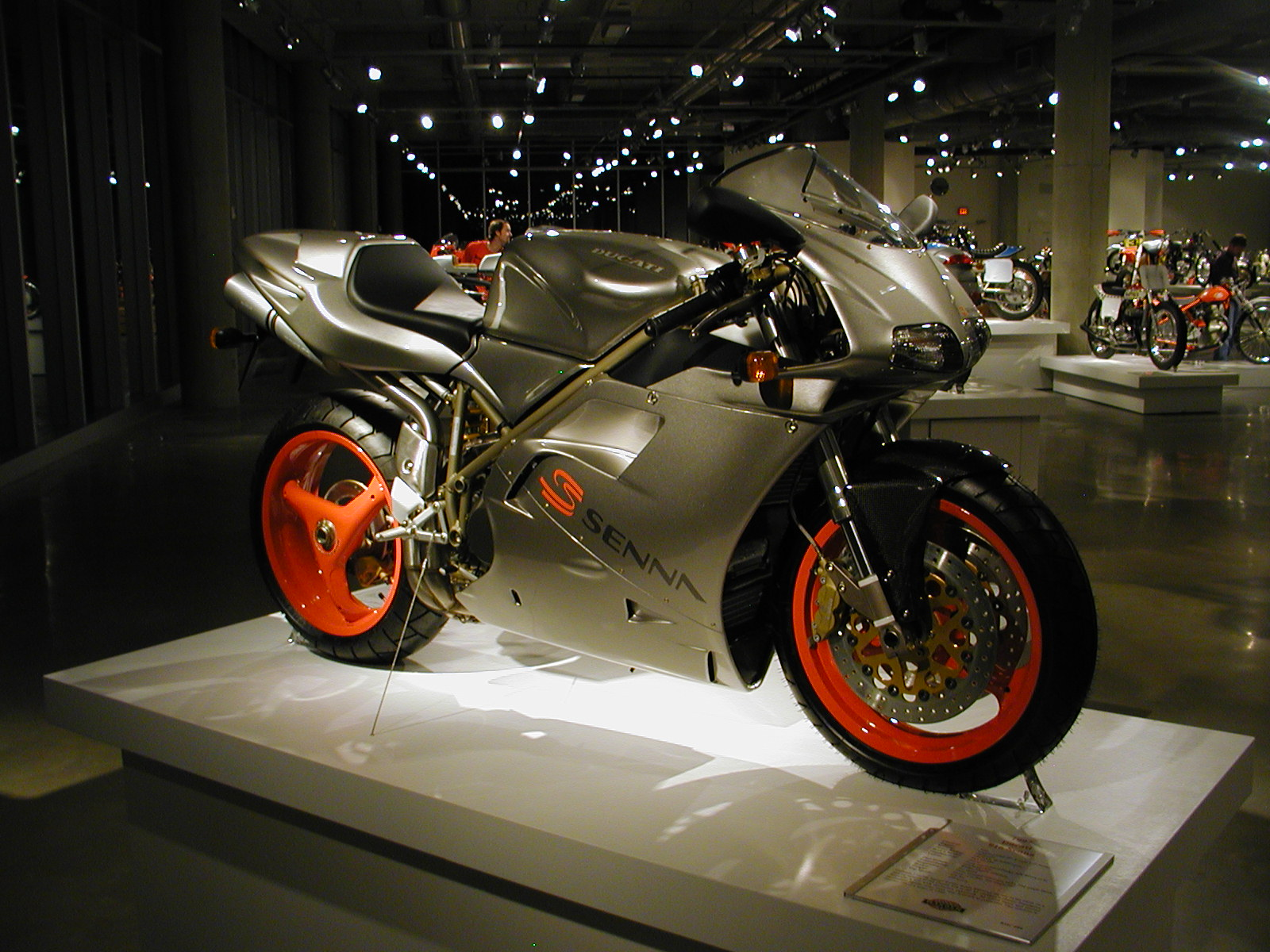
916 Senna 1997.

La 916 Strada utilise des suspensions Showa. Le moteur développe 109 ch.
Une version Senna apparait en 1995, les frères Castiglioni ayant décidé de rendre hommage à leur ami Ayrton Senna mort un an plus tôt. Le pilote avait également apporté sa contribution comme essayeur de luxe pour Ducati à la sortie de la 916. La moto est une 916 Strada monoposto sur laquelle on a greffé des pièces de carrosserie, les éléments de suspension de la SP et des silencieux d'échappement Termignoni. Elle arbore des jantes rouges avec un carénage noir pour les modèles 1995 et 1998, gris métallisé pour les modèles 1997.

## 916 SP
Sur la 916 SP (pour « Sport Production »), l'injection utilise deux injecteurs quand il n'y en a qu'un sur la version Strada. Le moteur développe 126 ch (modifié ensuite à 131 ch). La suspension arrière provient de chez Öhlins.
La version SP sort en 1994 et 1995 ; en 1996, le modèle SP disponible est estampillé « SP3 » sur le té de fourche (la version qui sort aux États-Unis est nommée « SPA »). Rétrospectivement (et de manière non officielle) le modèle de 1995 est nommé « SP2 » étant donné qu'il s’intercale entre la SP et la SP3.

## 916 SPS
La 916 SPS (pour « Sport Production Special ») remplace la SP en 1997. La cylindrée passe à 996 cm3, avec une augmentation de la puissance de 8 ch.

## 955
Si les Ducati SPA sont des modèles en 955 cm3 d'origine, il existe un modèle très rare qui en est dérivé et qui se nomme « 955 SP ».
Produite à cinquante exemplaires (certains annoncent un nombre de 150), la 955 SP sort afin de permettre l'engagement de la 955 Corsa dans le championnat américain de Superbike. La plus grosse différence est l'augmentation de 2 mm de l'alésage.